# Faro de Rosas
El Faro de Rosas es un faro situado en la Punta de la Poncella, en el municipio de Rosas, en la comarca del Alto Ampurdán, en Cataluña, España. Esta obra arquitectónica está incluida en el Inventario del Patrimonio Arquitectónico de Cataluña.

## Historia
Hay constancia que en época medieval ya existía un faro en el lugar donde después se construyó el castillo de la Trinidad. En un documento del año 1362 se mencionó un "podio de hierro" o "monte del faro". Posteriormente, en un grabado del siglo XVI se representa una torre o faro en el mismo lugar donde después se construyó el castillo de la Trinidad.
El actual faro fue proyectado, como la mayoría de los faros del litoral español, durante el reinado de Isabel II, dentro del plan general de alumbramiento de costas y puertos del 1847. Funcionó por primera vez el día 1 de septiembre de 1864.
El año 1921 se instaló la electricidad (hasta aquel momento funcionaba con óleo) y se dotó de óptica fija y bombilla de 500 vatios de potencia, con un sistema de relojería para la luz, un transformador y un grupo electrógeno. La antigua lámpara quedó de reserva. Posteriormente, en 1962, se redujo la potencia a 250 vatios y se instaló un cambiador automático de la casa AGA y un nuevo grupo electrógeno.
El faro está situado a 24 metros m s. n. m. Actualmente su señal luminosa tiene un alcance de unas 35 km (19 millas náuticas), con una secuencia de cuatro ocultaciones en un período de 12 segundos.

## Descripción
Situado al este del casco urbano de la población, a la cumbre de la eminencia de la Punta de la Poncella, que cierra por levante la bahía de Roses, bajo el castillo de la Trinidad.
Se trata de un edificio de planta rectangular formato por tres crujías diferentes, con la cubierta plana usada como terraza y distribuido en un solo nivel. En el centro de la terraza se eleva la torre de señales, de planta circular. La fachada principal, orientada al sur, presenta la misma distribución tripartita que marcan las crujías. Cada una está diferenciada por un eje decorativo vertical formato por una línea de sillares almohadillados. El espacio de la crujía central presenta tres aperturas de arco de medio punto, la puerta entre dos ventanas, mientras que a las laterales hay grandes cerraduras de pared con unos ventanales rectangulares, del mismo modo que al resto de muros del edificio. El coronamiento del edificio se hace a través de una moldura que crea la cornisa, encima la cual ha instalada la barandilla corrida de la terraza, de forja y de sencillo diseño. El mecanismo del aparato ha sido renovado sucesivamente para irlo adaptando a los progresos técnicos.